# Lycaenopsis cupidoides
Lycaenopsis cupidoides är en fjärilsart som beskrevs av Rothschild 1915. Lycaenopsis cupidoides ingår i släktet Lycaenopsis och familjen juvelvingar. Inga underarter finns listade i Catalogue of Life.